# 小行星2094
小行星2094（2094 Magnitka）是一颗围绕太阳公转的小行星。1971年10月12日，克里米亞天文台在克里米亚发现了此天体。
該小行星以俄羅斯的城市馬格尼托哥爾斯克命名。
这颗小行星的绝对星等为251.7635385896646等。